# Paccius madagascariensis
Paccius madagascariensis is een spinnensoort uit de familie van de Trachelidae.
De wetenschappelijke naam van de soort werd in 1889 als Trachelas madagascariensis gepubliceerd door Eugène Simon.